# Nagykeresztes
Nagykeresztes település Romániában, Szilágy megyében.

## Fekvése
Zsibótól délkeletre, Zálhától nyugatra fekvő település.

## Története
Nagykeresztes nevét 1554-ben említette először oklevél Naghkereztolcz néven.
1591-ben Nagy Krestolc, 1600-ban Nagy Kriztocz, 1733-ban Nagy-Krisztolcz néven írták.
Nagykeresztes kezdetektől fogva Almás várához tartozott. 1554-ben Somi Anna birtoka volt, aki birtoka negyedét férjére, Patóchi Boldizsára hagyta. 1557-ben Pelsőczi Bebek Ferenc itteni részét nejére Ilonára hagyta. Az 1600-1700-as években fő birtokosai a Csákyak voltak.
1696-ban Nagy-Krisztolcz török hódoltsági falu volt. 1743-ban gróf Csáky Imre utódnélküli halála után gróf Csáky Borbála, báró Bornemissza Jánosné, Katzalin báró Haller Györgyné, Lázár Druzsánna Henter Dávidné és Lázár Ádám, Gábor és Antal bírják. 1866-ban nemesi jogú birtokosai Prodán György és Pap János voltak. 1898-ban báró Jósika Irén és örökléssel báró Jósika Leótól Freundlich Sámuel volt. A 20. század elején Szolnok-Doboka vármegye Csákigorbói járásához tartozott.
1910-ben 1504 lakosából 24 magyar, 19 német, 1455 román volt. Ebből 1463 görögkatolikus, 41 izraelita volt.

## Hagyományok, népszokások
A településen a 20. század elején még élő népszokások:
- Újév előestéjén a fiatalság a falu felett levő hegyekről a másikra  átkiáltja mindazt, a mi rosz csak történt a község lakói közt az év folyamán.

- A Szent György-napi öntözés van szokásban.

- Böjtöket szigorúan megtartják s ilyenkor eledelük málé, paszuly, bab, lencse, aszalt gyümölcs, melyeket tökmagból sajtolt olajjal fogyasztanak; nem böjtös időben tej, túró s a már írt főzelék-félék s leginkább a puliszka a főtáplálék s ilyenkor zsírral készítik. Savanyításra vackorból készítette ecetet használnak, különben gyakori a korpaczibre is.

- Ruházatuk házilag készített harisnya, kék posztóval szegélyezett fekete czondra, juhbőr mellrevaló, sapka, bocskor, csizma vegyesen, nyáron lábravaló és ing, szalmakalap. A nők bolti ruhát hordanak.

- Épületeik fából, rendesen tornáccal ellátva, szalmafedéllel; az újabb idő óta kezdenek rendszeresebben építkezni.